# Tsuda Sōgyū
Tsuda Sōgyū est un nom japonais traditionnel ; le nom de famille (ou le nom d'école), Tsuda, précède donc le prénom (ou le nom d'artiste).
Tsuda Sōgyū (津田 宗及, mort en 1591) est un membre de l'influente famille de marchands de Sakai dont le nom commerçant est Tennōjiya. Avec son père, Tsuda Sōtatsu, il fait des Tennōjiya l'une des maisons de commerce les plus prospères de Sakai. Il réussit cela en gagnant la confiance d'Oda Nobunaga, qui est alors sur la voie du pouvoir.
Vers 1574, il devient l'un des trois marchands-maître de thé de Sakai à être responsable du chanoyu (cérémonie du thé japonaise) pour Nobunaga, une position nommée chatō (lit. « chef du thé »). Les deux autres sont Imai Sōkyū et Sen no Rikyū. 
Sōgyū est très proche d'Akechi Mitsuhide, et après que celui-ci tue Nobunaga en 1582, la réputation de Sōgyū en ressort considérablement affaibli. Le vengeur et successeur de Nobunaga, Toyotomi Hideyoshi, reprend les trois chatō de Nobunaga, y compris Sōgyū, à son service. Sōgyū assiste à la « grande cérémonie du thé de Kitano » en 1587.
La chronique Tennōjiya kaiki (天王寺屋会記) des cérémonies du thé, compilée par trois générations de la maison marchande Tennōjiya -- le père de Sōgyū, Sōtatsu; Sōgyū lui-même; et le fils et héritier de Sōgyū, Sōbon -- est considérée de nos jours comme l'une des sources historiques les plus précieuses sur la cérémonie du thé.
Parmi les cas connus de participation de Sen no Rikyū à la cérémonie du thé, Tsuda Sōgyū apparait plus fréquemment que tout autre personne à participer.